# Bolegorzyn
Bolegorzyn est une localité polonaise de la gmina de Złocieniec, située dans le powiat de Drawsko en voïvodie de Poméranie-Occidentale. Avant 2018, elle appartenait à la gmina d'Ostrowice.

## Géographie

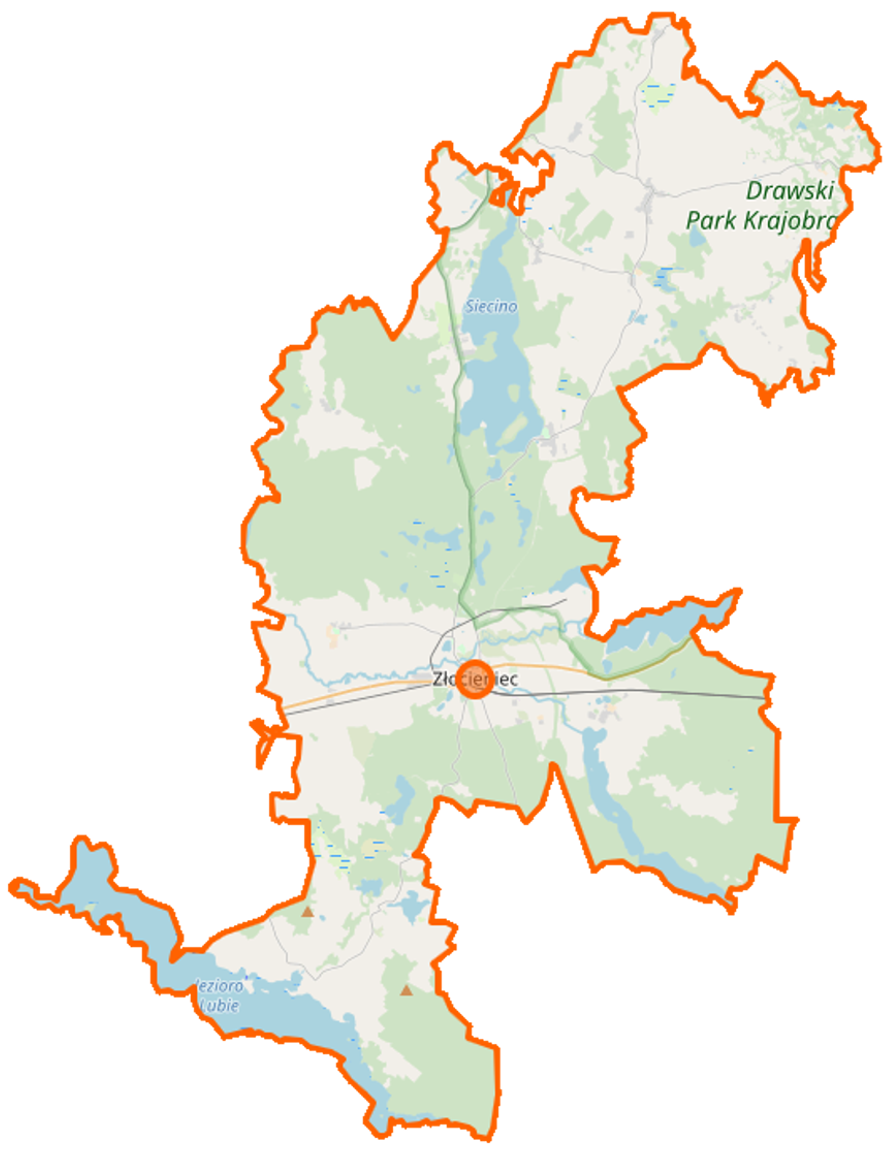
Carte de la gmina de Złocieniec.